# Adam Bartoš
Adam Bartoš (Zlín, 27 april 1992) is een Tsjechisch volleyballer, gespecialiseerd als buitenaanvaller.

## Sportieve successen

### Club
Tsjechisch kampioenschap:
- 2014

Super Beker van Frankrijk:
- 2014, 2015

Beker van Frankrijk:
- 2015

Frankrijk kampioenschap:
- 2015

### Nationaal team
Europa League:
- 2018
- 2013

## Individuele onderscheidingen
- 2013: Het beste buitenaanvaller Europese volleyballeague